# Werner Egk
Werner Egk (pseudonimo di Werner Joseph Mayer; Donauwörth, 17 maggio 1901 – Inning, 10 luglio 1983) è stato un compositore tedesco.

## Biografia
Werner Egk nasce in un piccolo villaggio bavarese, Auchsesheim, oggi parte del comune di Donauwörth. Quando è ancora piccolo, la famiglia si spostò ad Augusta, dove iniziò a studiare musica, rivelando grandi attitudini per quest'arte. Sostanzialmente studiò da autodidatta, anche se, a partire dall'età di 20 anni, prese qualche lezione di direzione d'orchestra e composizione da Carl Orff, a Monaco. Qui sposò Elizabeth Karl: fu in suo onore che cambiò il cognome da Mayer a Egk. Egk sta infatti per Elizabeth Geborene Karl (Elizabeth nata Karl). Per breve tempo studiò filosofia presso l'università di questa città. Nel 1928 si spostò a Berlino dove strinse amicizia con Arnold Schönberg, Kurt Weill, Bertolt Brecht e Hanns Eisler. Nella capitale maturò il suo interesse per la musica per radio, scrivendo molte composizioni per questo nuovo mezzo.
La prima sua composizione a guadagnare una certa notorietà fu l'opera lirica "Die Zaubergeige" (Il violino magico) eseguita per la prima volta a Francoforte nel 1935. L'opera era costruita su materiali folkloristici bavaresi oltre a strutture fortemente dissonanti, tipiche dell'ambiente musicale tedesco dell'epoca e oltreché legate alla musica di Igor' Fëdorovič Stravinskij e dalle musiche dei compositori francesi contemporanei. Fra il 1936 e il 1941 fu direttore del Teatro dell'Opera di Berlino, acquisendo poi grande fama con la vittoria della medaglia d'oro nella sezione "Orchestra" per l'Arte ai Giochi della XI Olimpiade.
La sua opera seguente Peer Gynt, tratta dall'omonimo capolavoro di Ibsen fu sì un grande successo di pubblico, ma non venne gradita dalle gerarchie naziste per le influenze jazz e atonali in essa contenute. Ciononostante Goebbels elogiava nel suo diario ogni attività del compositore, lodandolo come un enorme talento.
Durante tutto il periodo della Seconda guerra mondiale Egk fu considerato da Hitler come il miglior compositore tedesco. Nel periodo bellico non scrisse nulla, fatta eccezione per Joan von Zarissa, balletto del 1940.

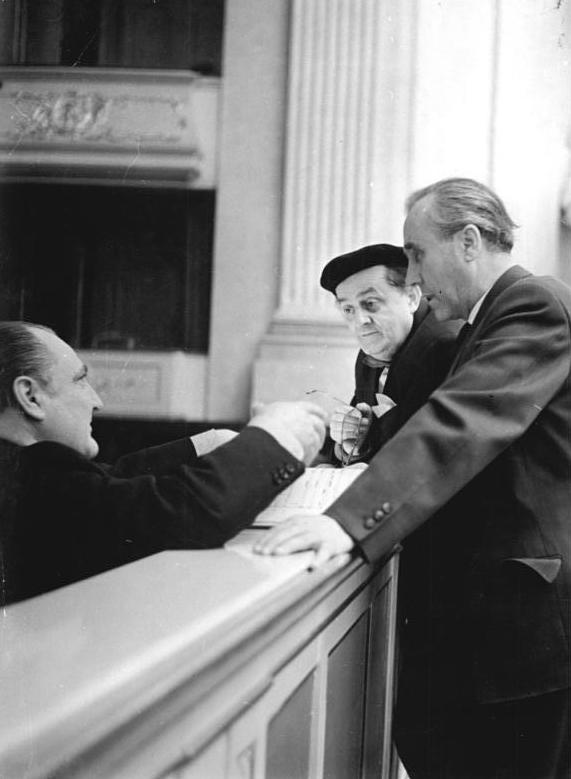
Werner Egk, primo a destra, all'Opera di Berlino

Dal 1950 insegnò composizione presso il Conservatorio di Berlino Ovest e in seguito divenne direttore del Teatro dell'Opera Bavarese.
Considerato come uno dei più grandi compositori della Germania occidentale venne premiato con diverse onorificenze fra cui quella dell'Ordine di Massimiliano per le scienze e le arti, che gli venne assegnata nel 1981, un anno prima che al suo primo maestro Carl Orff.

## Stile
Le composizioni di Egk sono rivolte principalmente al teatro, con la preminenza di opere e balletti. I libretti e i soggetti di queste composizioni furono sempre del compositore stesso.
Il suo stile è caratterizzato da grande eclettismo, nello stile dei compositori del primo Novecento: si ritrovano nel suo corpus compositivo influenze afro-americane (ad es. Variationen über ein karibisches Thema), atonali, folkloristiche ma anche grande lirismo (Peer Gynt) e tratti pan-nazionalisti (Waffentanz per le Olimpiadi di Berlino). È chiara dunque la sua vicinanza, anche meramente artistica oltre che personale, con i compositori più celebri della sua epoca, da Weill a Stravinskij a Orff.

## Composizioni (lista parziale)
Oltre alle già menzionate opere liriche e balletti, Egk scrisse anche un gran numero di composizioni da camera, e per piccoli ensemble. Tutte le sue composizioni sono pubblicate da Schott Musik International.

### Opere liriche
- 1935, Die Zaubergeige
- 1938, Peer Gynt
- 1955, Irische Legende
- 1957, Der Revisor (Il Revisore)
- 1963, Die Verlobung in San Domingo al Bayerische Staatsoper con Fritz Wunderlich

### Balletti
- 1940, Joan von Zarissa
- 1940, Abraxas e scenica nel 1948 al Prinzregententheater di Monaco di Baviera per la Bayerische Staatsoper
- 1953, Die chinesische Nachtigall al Deutsches Museum di Monaco di Baviera
- 1960, Danza
- 1969, Casanova in London al Bayerische Staatsoper

### Orchestra
- 1950, Französische Suite a Monaco diretta da Eugen Jochum
- 1959, Variationen über ein karibisches Thema
- 1983, Nachtanz über ein Thema aus dem 16. Jahrhundert
- 1969, 2. Sonate für Orchester
- 1979, Spiegelzeit
- 1980, Musik für eine verschollene Romanze. Overture
- 1981 Der Revisor. Suite da concerto per tromba e orchestra d'archi